# We Must Become the Pitiless Censors of Ourselves
We Must Become the Pitiless Censors of Ourselves is een album van John Maus uit 2011, uitgebracht op het label Upset The Rhythm. Op dit album experimenteert Maus met de newwave-esthetica van de jaren 80 in grillige melodische structuren, gebruikmakend van synthesizers met galm en loops, waarbij de zang uit de verte lijkt te komen. Het was zijn derde album als soloartiest, na eerdere samenwerkingen met Ariel Pink. De titel van het album is ontleend aan een these van de Franse filosoof Alain Badiou over hedendaagse kunst. De nummers ‘Quantum Leap’, ‘Hey Moon’ en ‘Believer’ werden als single uitgebracht; hiervan is ‘Hey Moon’ oorspronkelijk van Molly Nilsson. Het nummer ‘Cop Killer’ is geïnspireerd door ‘Crystal Dragon’ van Peter Hajba.
Maus’ baritonstem houdt volgens de Guardian-recensent het midden tussen Ian Curtis en Brian Blessed. Het album werd door de muziekkritiek in het algemeen positief onthaald. De recensent van Pitchfork noemde de cd ‘heerlijk bizar’.

## Nummers
1. Streetlight
2. Quantum Leap
3. ...and the Rain
4. Hey Moon
5. Keep Pushing On
6. The Crucifix
7. Head for the Country
8. Cop Killer
9. Matter of Fact
10. We Can Breakthrough [sic]
11. Believer